# Amtzell
Amtzell – miejscowość i gmina w Niemczech, w kraju związkowym Badenia-Wirtembergia, w rejencji Tybinga, w regionie Bodensee-Oberschwaben, w powiecie Ravensburg, wchodzi w skład wspólnoty administracyjnej Leutkirch im Allgäu. Leży ok. 9 km od Wangen im Allgäu, przy drodze krajowej B32.
Miejscowość nazywana jest często Bramą do Allgäu.

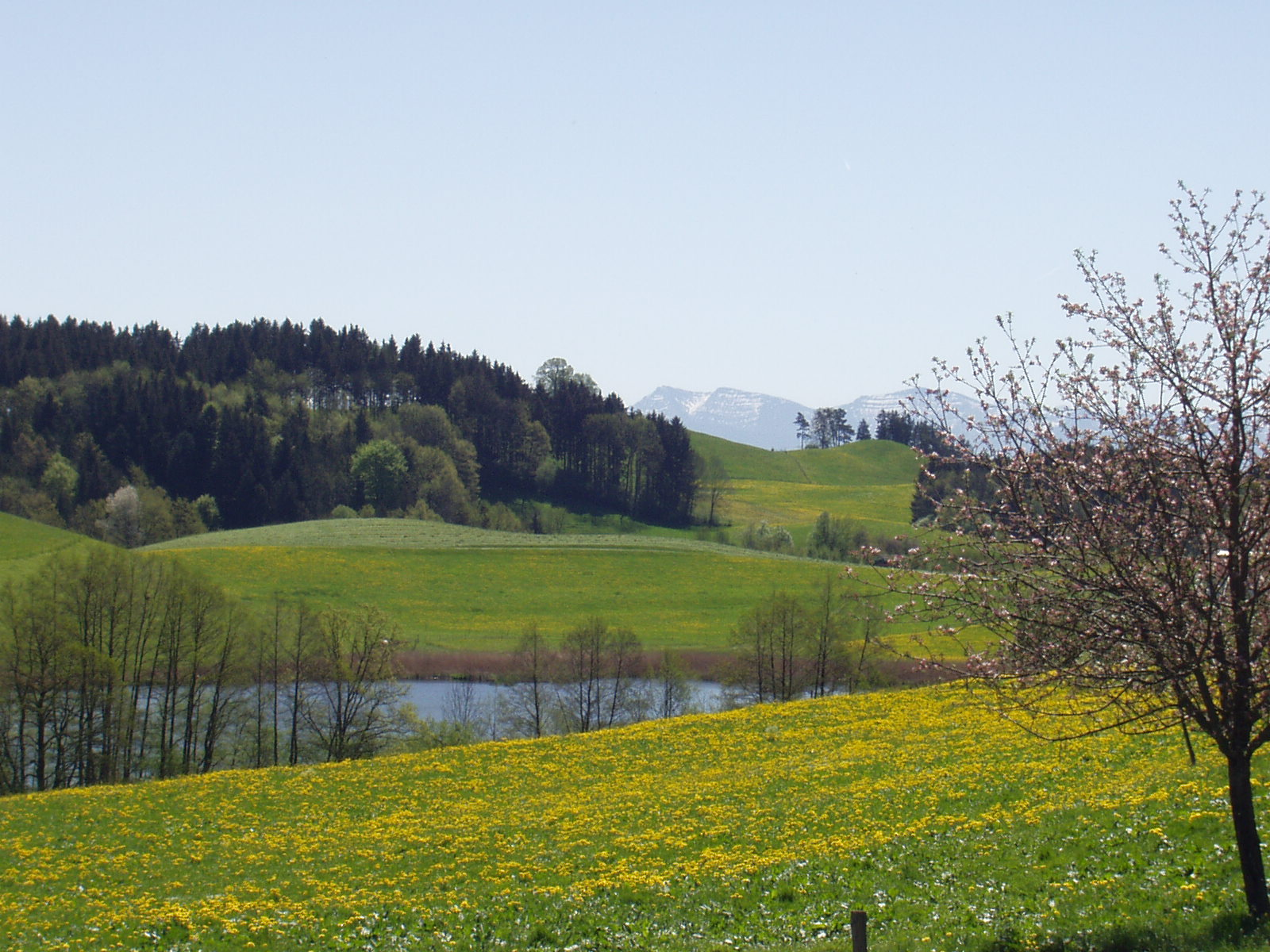
Okolice Amtzell, w głębi Alpy Algawskie

## Współpraca
Miejscowości partnerskie:
- Cosne-d’Allier, Francja
- Eichstetten am Kaiserstuhl, Badenia-Wirtembergia